# Маргзорак
Маргзорак (тадж. Марғзорак) — село (махалла) в Гафуровском районе Согдийской области Республики Таджикистан. Входит в состав джамоата (сельской общины) Ёва Гафуровского района.
Находится на расстоянии 13 км от райцентра (пгт. Гафуров) и 4 км до центра общины (с. Кучаи Калон).
Население — 2433 чел. (2017).